# Bracon cajani
Bracon cajani är en stekelart som beskrevs av Muesebeck 1955. Bracon cajani ingår i släktet Bracon och familjen bracksteklar. Inga underarter finns listade.